# QGIS
QGIS är ett GIS-program som kan hantera ett flertal olika vektor- och rasterformat, som inkluderar Shape och MapInfo. QGIS är öppen källkod och släppt under GPL-licens.

## Användning
Bland vektorformaten som stöds av programmet kan nämnas GeoPackage (OGC) och ESRI Shape-filer skapade av program som ArcGIS samt filer från programmet MapInfo. Bland rasterformaten som hanteras finns bland annat geografiskt kodade TIFF och JPEG. QGIS kan även öppna äldre versioner av .RIK-filer som normalt öppnas med Lantmäteriets program Kartex. Utöver möjligheten att använda sig av lokal data har QGIS även möjlighet att koppla upp sig mot externa webbtjänster såsom WMS som publicerar kartinformation i rasterformat och WFS som publicerar geografisk information i vektorformat. Man har i programmet även möjligheter att hämta upp data från geodatabaser som PostGIS, Oracle Spatial, MSSQL och SpatiaLite.
QGIS är skrivet i C++ och det grafiska användargränssnittet är byggt med Qt biblioteket. Utöver Qt så använder QGIS även biblioteken GEOS och GDAL/OGR. I QGIS finns även ett inbyggt geobehandlingsverktyg där man kan använda sig av analysfunktioner från ett antal andra spatiala verktyg baserade på öppen källkod som GRASS GIS, SAGA GIS, GDAL, TauDEM, Fusion, LASTools, Orfeo Toolbox och R. QGIS tillåter integration av insticksprogram skrivna i C++ och Python och det finns en stor mängd insticksprogram att hämta ner från en programhanterare i QGIS som utökar QGIS funktionalitet på olika sätt.

## Utveckling
Gary Sherman började utvecklingen av Quantum GIS i början av 2002 och blev ett projekt inom ramen för Open Source Geospatial Foundation 2004. Version 1.0 släpptes i januari 2009. Inför version 2.0 som släpptes hösten 2013 bytte Quantum GIS namn till QGIS. Version 2.0 innebar även ett nytt utseende på gränssnittet med bland annat nya ikoner samt en stor mängd nya funktioner.